# Almanza
Almanza es un municipio y villa española de la provincia de León, en la comunidad autónoma de Castilla y León. Cuenta con una población de 609 habitantes (INE 2024).

## Geografía

### Ubicación
Almanza se encuentra en el este de la provincia de León. A una altitud de 917 m s. n. m. (su capital), se sitúa en la ribera de río Cea, a ambos lados de sus aguas y sobre pequeñas colinas. Su término municipal limita al norte con los municipios de Valderrueda, Cebanico y Guardo (Palencia), al sur con Villaselán y Villamartín de Don Sancho, al este con Villaselán y Cea, y al oeste con Cubillas de Rueda y Cebanico.
| Noroeste: Cebanico                  | Norte: Valderrueda, Cebanico y Guardo (Palencia) | Noreste: Guardo (Palencia) |
| Oeste: Cubillas de Rueda y Cebanico |                                                  | Este: Villaselán y Cea     |
| Suroeste Villamartín de Don Sancho  | Sur: Villaselán y Villamartín de Don Sancho      | Sureste: Villaselán y Cea  |

### Orografía
Situado en la vega del Cea, el relieve del municipio tiene dos grandes unidades. El valle del Cea, de perfil más suave, y los montes circundantes, más accidentados y surcados por valles esculpidos por arroyos y pequeños ríos que desembocan en el río Cea. En el término municipal se encuentran los vértice geodésicos de La Cruz de los Muelles y Valdituero, a una altitud de 1041 y 1102 m s. n. m. respectivamente.

### Hidrografía
El territorio de Almanza está bañado por el río Cea, el cual recorre el municipio de norte a sur dejando a su izquierda a las localidades de Almanza y Castromudarra, y a su derecha a Cabrera, Calaveras de Abajo, Calaveras de Arriba, Canalejas, Espinosa, La Vega y Villaverde de Arcayos. El Río Cea, de 157 km de longitud, discurre por las provincias de León, Valladolid y Zamora, naciendo en la localidad de Prioro (León) y desembocando en el Río Esla en la localidad zamorana de Castrogonzalo. En él desembocan varios arroyos y ríos menores a lo largo de su recorrido, siendo en la localidad de Almanza el Arroyo de la Reguera y el de la Tejera los más destacados, que rodean la zona urbana por su parte sur.

### Clima
El clima en la localidad se clasifica como mediterráneo continentalizado, con inviernos fríos con frecuentes heladas, y veranos suaves. La oscilación térmica anual ronda los 15 °C mientras que la diaria puede llegar a los 20 °C. Las precipitaciones se reparten de forma irregular a lo largo del año concentrándose en el otoño, los meses de invierno y el comienzo de la primavera. En la época estival apenas se producen precipitaciones.

## Historia

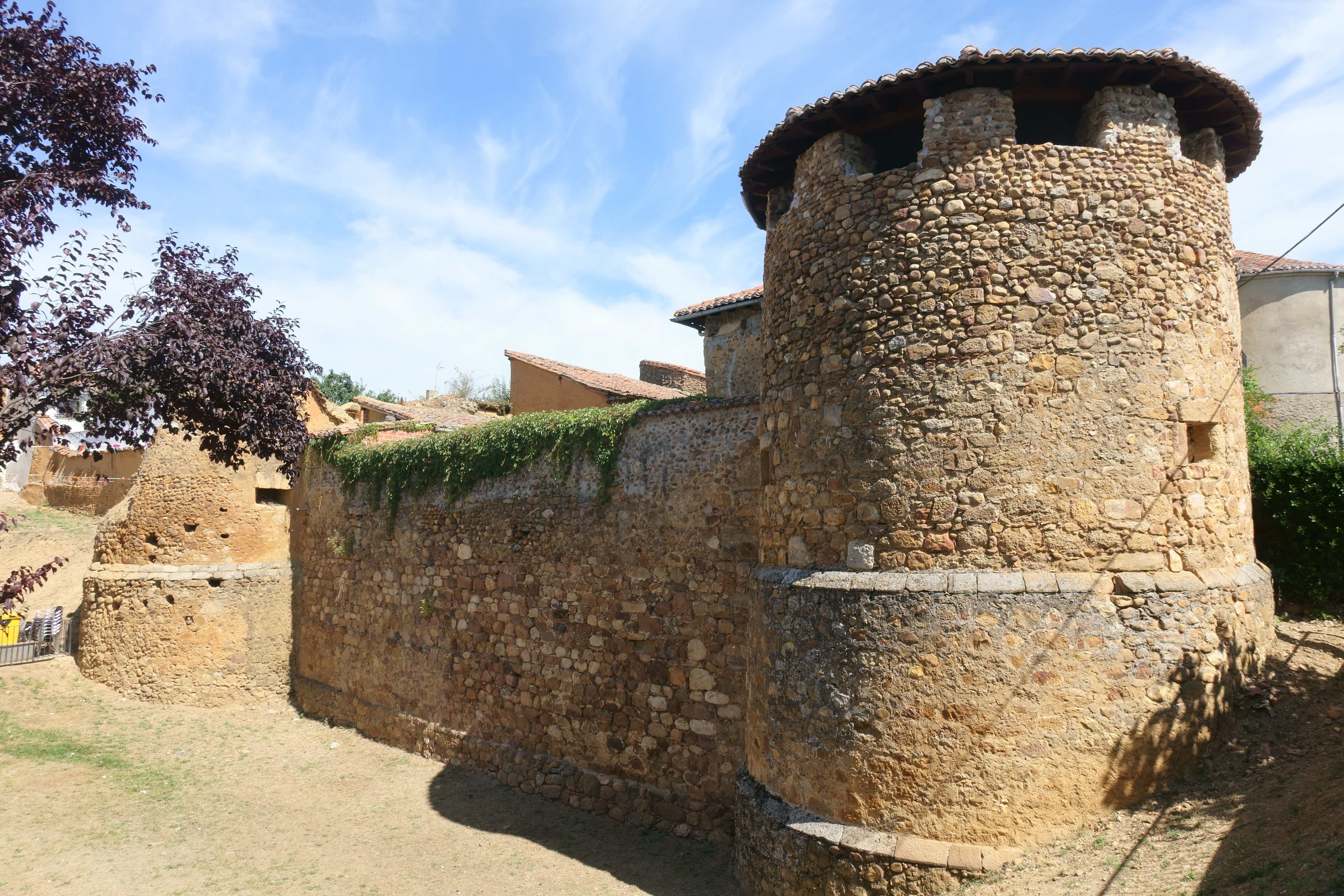
Castillo de Almanza

Almanza fue en la Edad Media una villa amurallada con su fortaleza y fosos. Estaba rodeada de una cerca de cal y canto de gran espesor y solidez, de la que actualmente conserva de un arco ojival de piedra, que data del siglo XIII. Almanza significa ‘mirador’ en árabe, de ahí el interés de construir un recinto amurallado, ya que era un lugar alto muy importante como punto estratégico entre la montaña y la meseta.
El paso de la calzada romana del Pando por la villa de Almanza, daba si cabe mayor relevancia al enclave. Esa calzada romana unía Cantabria y el valle del Duero, y era el paso de montañeses a la Meseta en busca de vino y trigo. Esta calzada fue utilizada como vía secundaría del Camino de Santiago, como alternativa a la ruta vadiniense, por sus continuas inundaciones en invierno, hasta bien entrado el siglo XV. La ermita y Hospital de Santa Catalina del siglo XVI ya registraba el paso diario de peregrinos en su trascurrir hacia Santiago, uniéndose al camino francés en la villa leonesa de Sahagún.
Cabe destacar también el castillo-palacio encuadrado con cubos en sus ángulos de mampostería escenario de legendarias batallas y vestigio histórico que perfila la fisonomía de la localidad. El castillo que data del siglo XV fue construido sobre uno anterior del siglo XII, tiene la declaración de bien de interés cultural desde el 22 de abril de 1949.

## Demografía

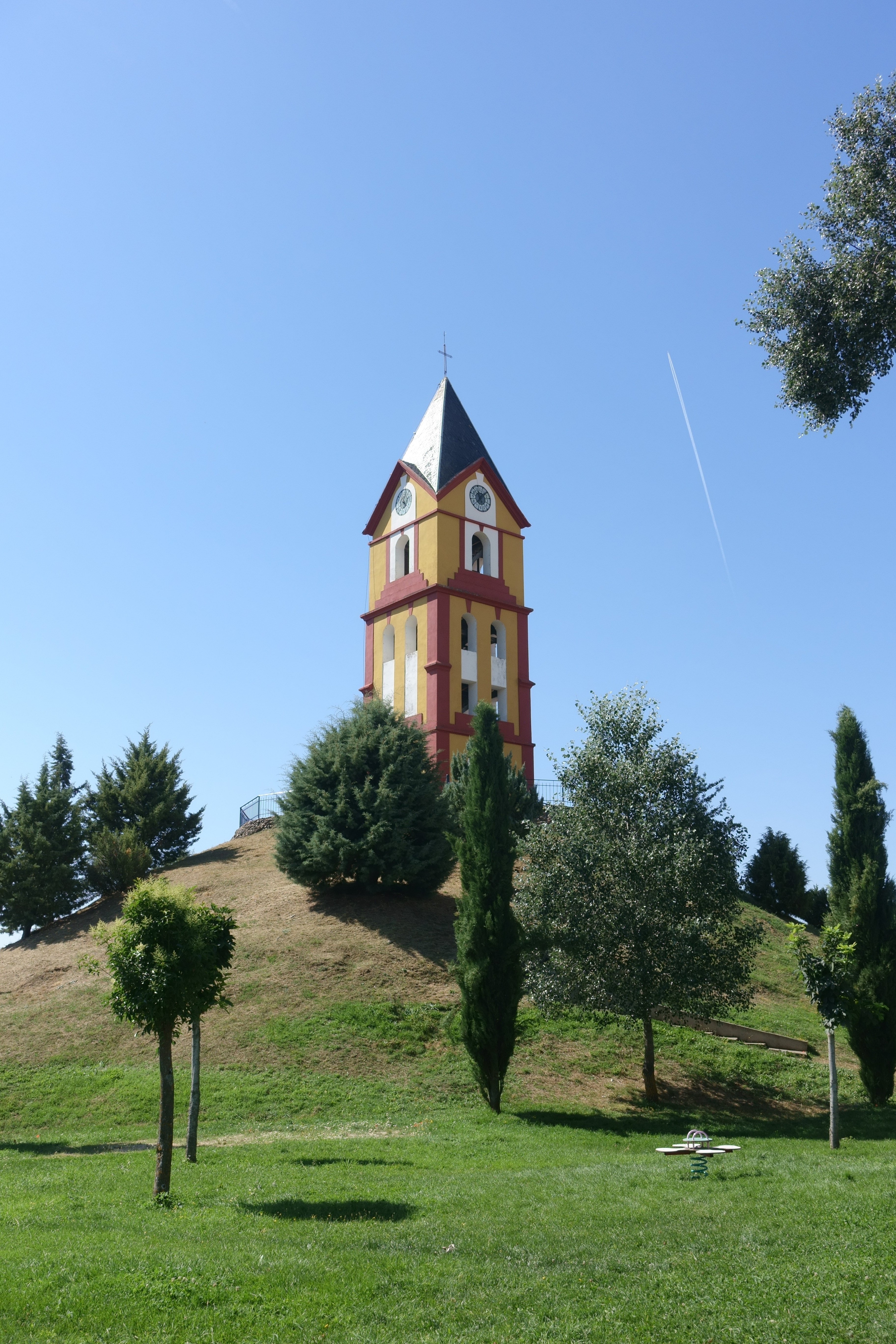
Torre de Almanza

Cuenta con una población de 609 habitantes (INE 2024).
| Gráfica de evolución demográfica de Almanza entre 1842 y 2021 |
| Error de línea de tiempo. No se pudieron almacenar archivos de salida |
| Población de derecho según los censos de población del INE Población de hecho según los censos de población del INE Entre el censo de 1857 y el anterior disminuye el término del municipio porque independiza a Canalejas y a Castromudarra Entre el censo de 1970 y el anterior crece el término del municipio porque incorpora a Villaverde de Arcayos. Entre el censo de 1981 y el anterior crece el término del municipio porque incorpora a Canalejas y parte de La Vega de Almanza. |

### Núcleos de población

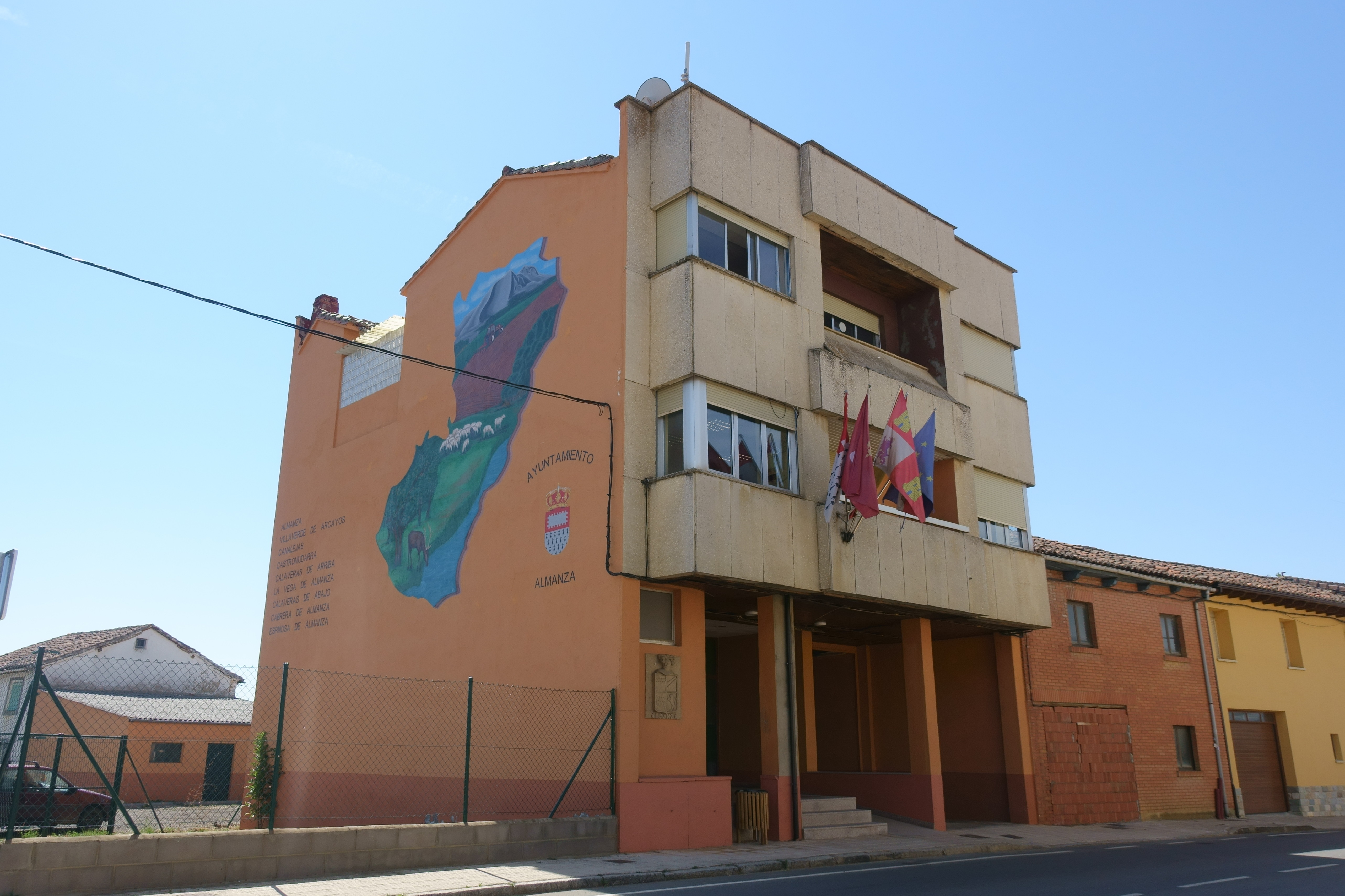
Casa consistorial

Las entidades de población que componen el término municipal de Almanza son las siguientes:
| Entidad de Población  | Coordenadas                               | Pob. (2023) |
| --------------------- | ----------------------------------------- | ----------- |
| Almanza               | 42°39′32″N 5°02′09″O / 42.65889, -5.03583 | 314         |
| Cabrera de Almanza    | 42°43′27″N 5°00′18″O / 42.72417, -5.00500 | 11          |
| Calaveras de Abajo    | 42°41′25″N 4°59′09″O / 42.69028, -4.98583 | 19          |
| Calaveras de Arriba   | 42°42′47″N 4°58′03″O / 42.71306, -4.96750 | 30          |
| Canalejas             | 42°40′17″N 4°59′06″O / 42.67139, -4.98500 | 64          |
| Castromudarra         | 42°36′44″N 5°03′44″O / 42.61222, -5.06222 | 28          |
| Espinosa de Almanza   | 42°41′43″N 5°00′13″O / 42.69528, -5.00361 | 6           |
| La Vega de Almanza    | 42°43′52″N 5°00′33″O / 42.73111, -5.00917 | 25          |
| Villaverde de Arcayos | 42°36′19″N 5°02′20″O / 42.60528, -5.03889 | 129         |
| Total                 |                                           | 626         |
| Fuente: INE, 2023     |                                           |             |

## Transporte y comunicaciones
Red viaria
El municipio se encuentra en un cruce de carreteras comarcales que dan servicio a todo el valle del Río Cea. Este es el listado de dichas carreteras:
| Identificador | Denominación         | Itinerario                               |
| ------------- | -------------------- | ---------------------------------------- |
| LE-232        | Carretera provincial | Puente Almuhey - Almanza - Cea - Sahagún |
| LE-231        | Carretera provincial | Almanza - N-625                          |
| LE-211        | Carretera provincial | CL-626 - Almanza                         |
| LE-5714       | Carretera provincial | Almanza - Corcos                         |

## Administración y política

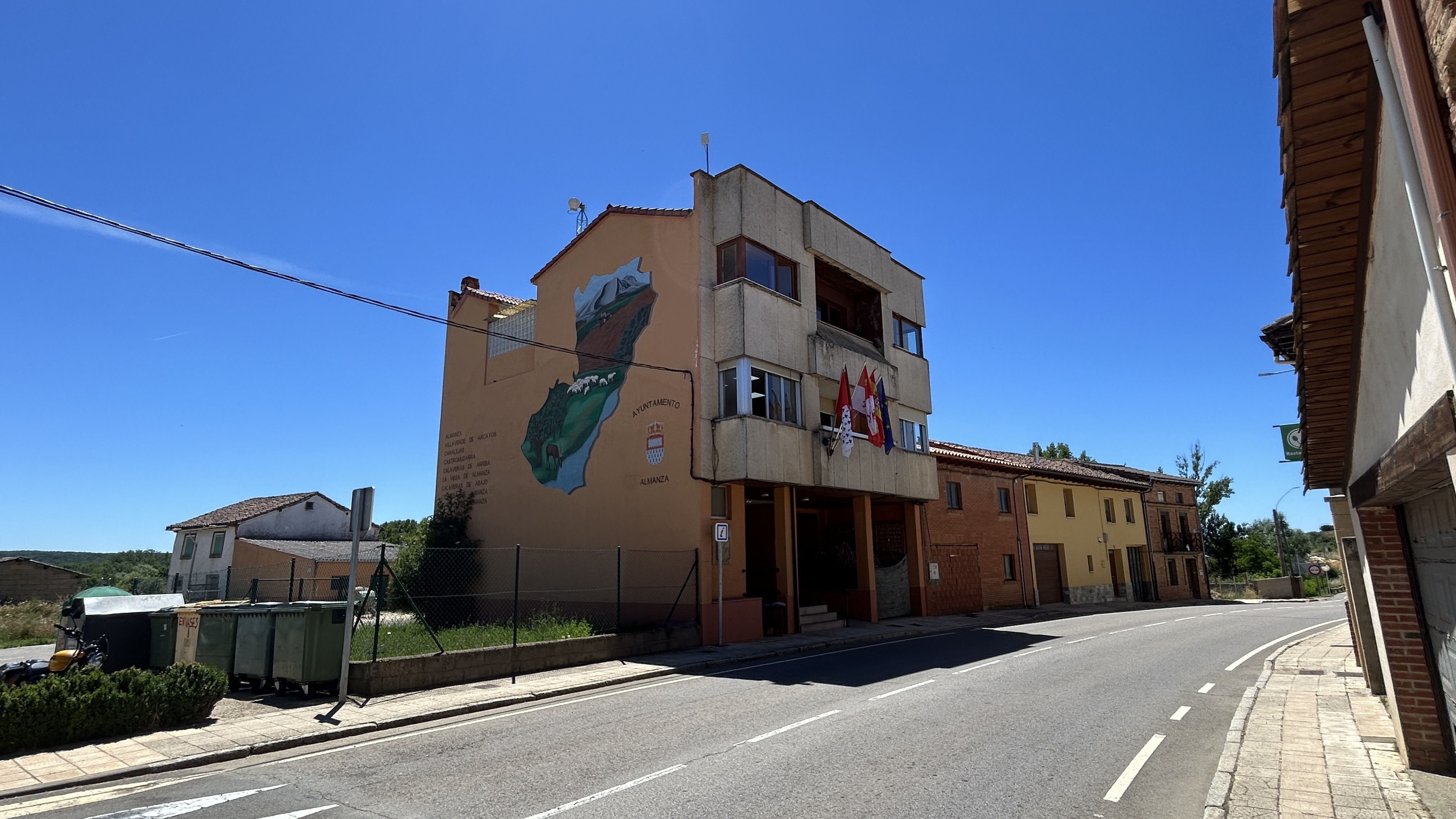
Ayuntamiento de Almanza (León)

| Periodo   | Nombre                        | Partido   |
| --------- | ----------------------------- | --------- |
| 1979-1983 | César Antonio Enríquez Guzmán | CD        |
| 1983-1987 | César Antonio Enríquez Guzmán | AP/PDP/UL |
| 1987-1991 | César Antonio Enríquez Guzmán | AP        |
| 1991-1995 | César Antonio Enríquez Guzmán | PP        |
| 1995-1999 | César Antonio Enríquez Guzmán | PP        |
| 1999-2003 | Santiago Prieto Prieto        | PP        |
| 2003-2007 | Antonio Jesús Gómez Ruiz      | PP        |
| 2007-2011 | José Luis González Rojo       | PSOE      |
| 2011-2015 | José María Santiago Serrano   | PP        |
| 2015-2019 | Javier Santiago Vélez         | PP        |
| 2019-2023 | Javier Santiago Vélez         | PP        |
| 2023-act. | Javier Santiago Vélez         | PP        |

| Partido político                         | 2023  | 2023  | 2023       | 2019  | 2019  | 2019       | 2015  | 2015  | 2015       | 2011  | 2011  | 2011       | 2007  | 2007  | 2007       |
| Partido político                         | Votos | %     | Concejales | Votos | %     | Concejales | Votos | %     | Concejales | Votos | %     | Concejales | Votos | %     | Concejales |
| Partido Popular (PP)                     | 391   | 88,46 | 7          | 362   | 80,80 | 7          | 258   | 61,14 | 5          | 286   | 56,75 | 5          | 221   | 45,19 | 3          |
| Partido Socialista Obrero Español (PSOE) | 32    | 7,23  | 0          | 43    | 9,60  | 0          | 74    | 17,54 | 1          | 166   | 32,94 | 2          | 142   | 29,04 | 2          |
| Unión del Pueblo Leonés (UPL)            | 16    | 3,61  | 0          | 40    | 8,93  | 0          | 88    | 20,85 | 1          | 50    | 9,92  | 0          | 122   | 24,95 | 2          |

## Cultura

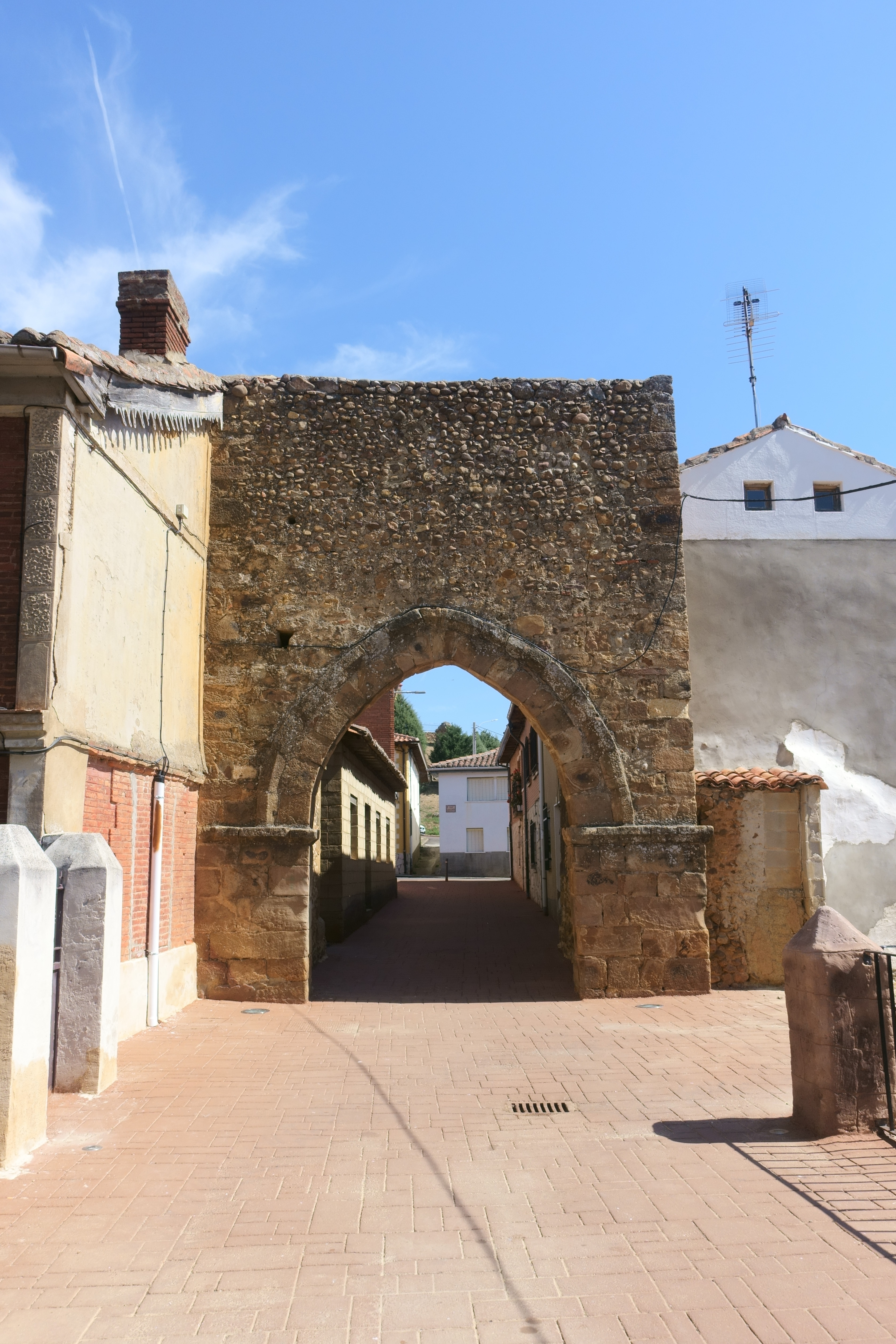
Arco de la muralla

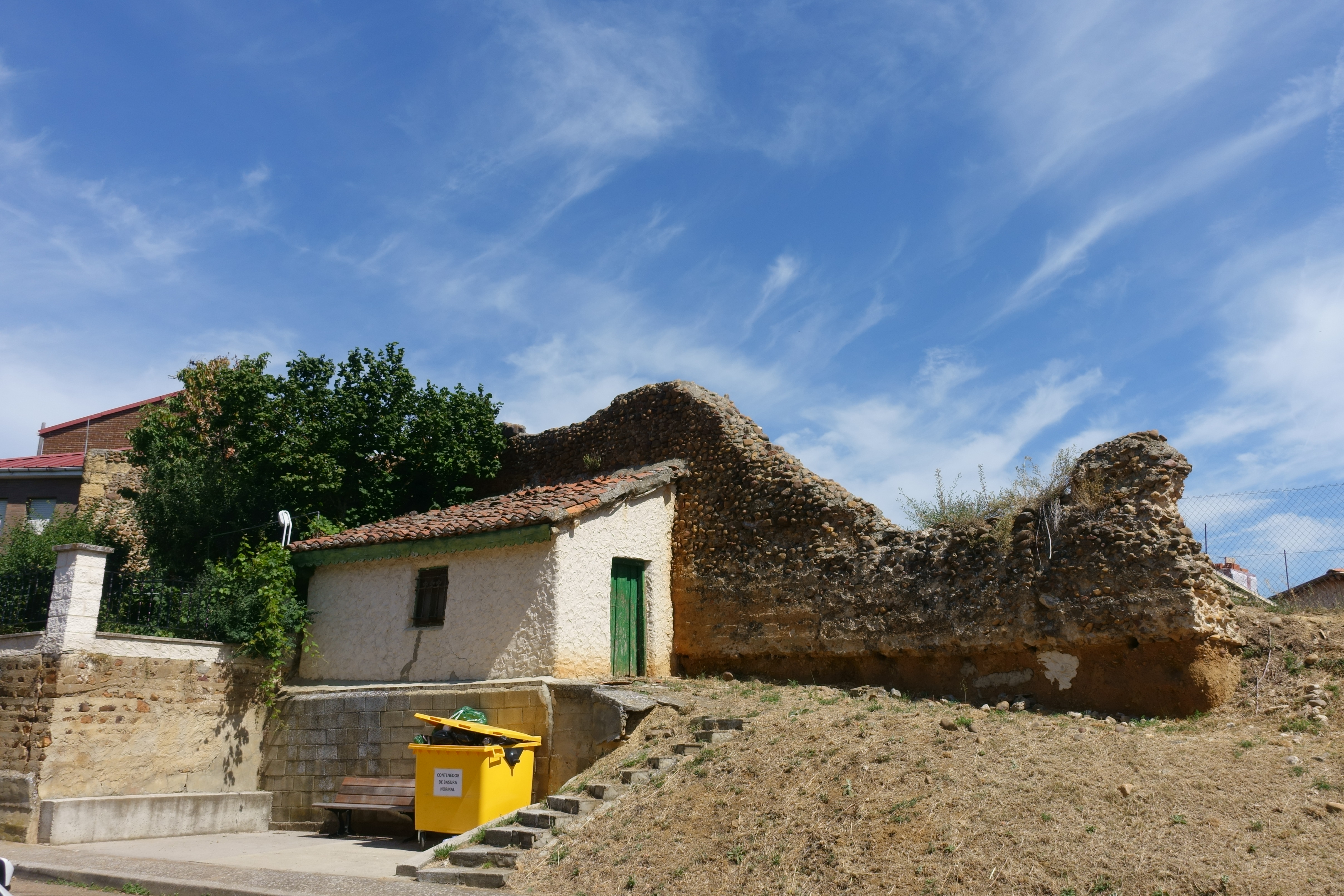
Restos de la muralla

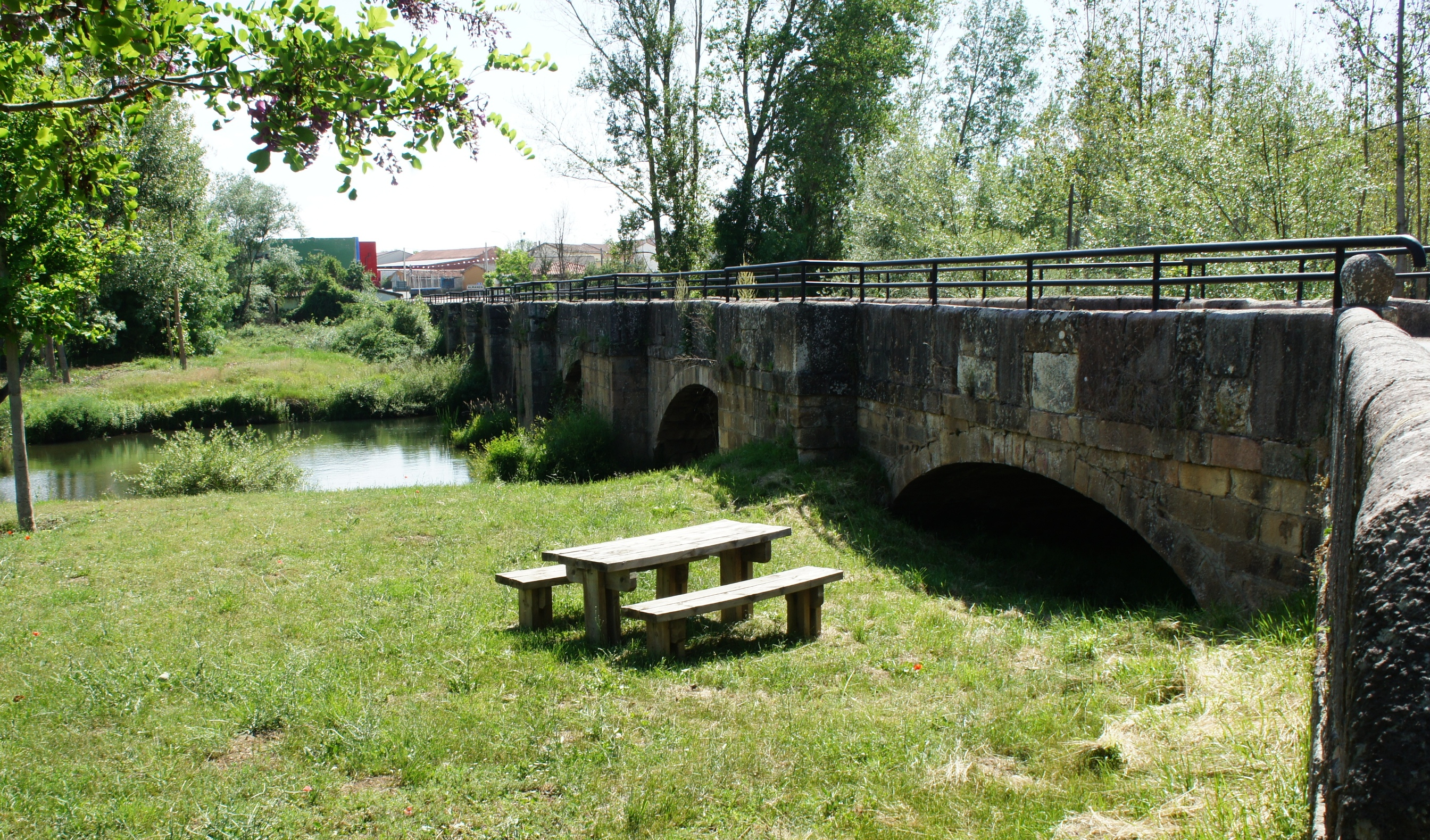
Puente de Almanza

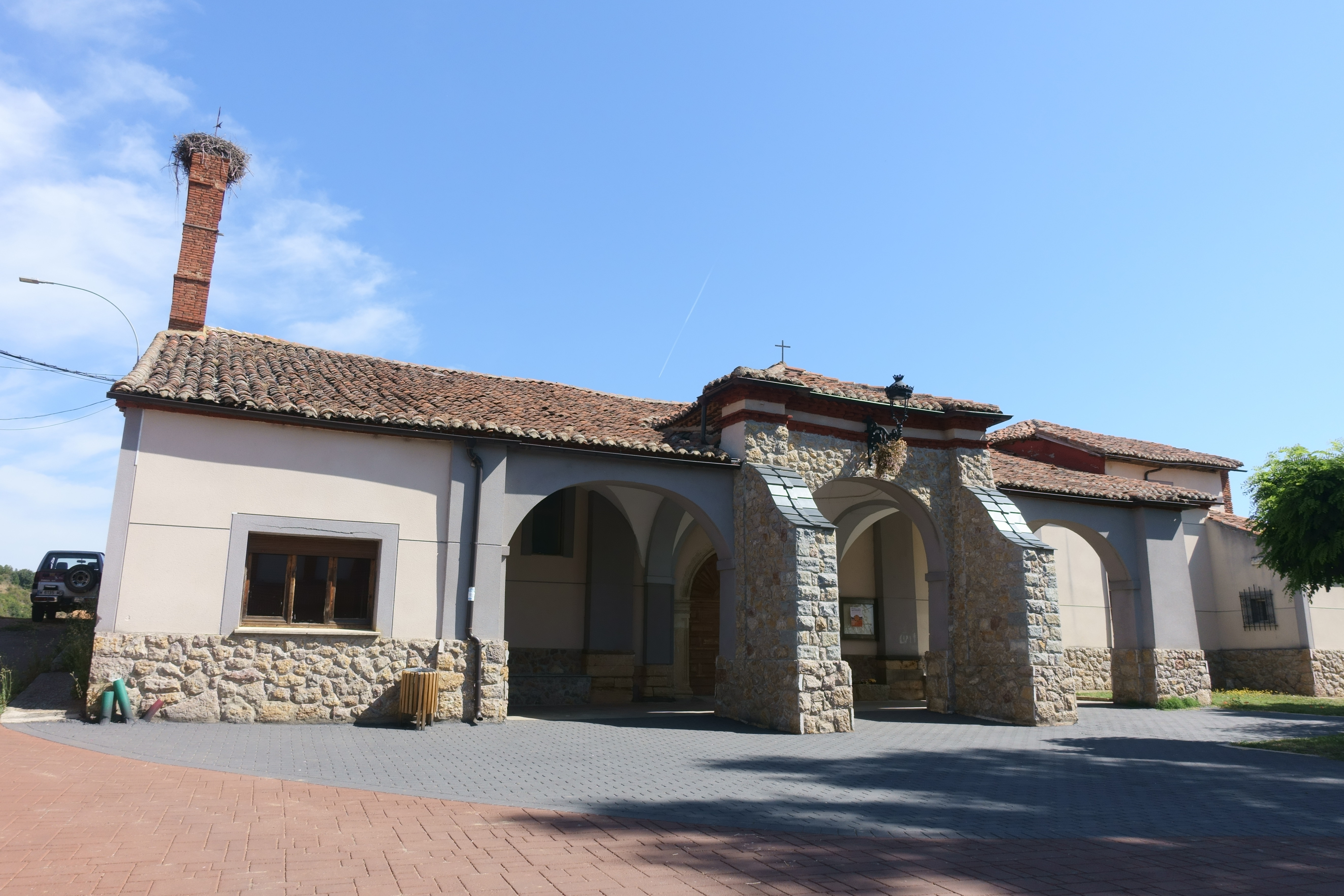
Iglesia de Santa Marina

### Patrimonio
Arco
El casco histórico de Almanza ha sido declarado Conjunto Histórico Medieval. Consta de distintos monumentos y lugares de interés. Este arco de estilo gótico era una de las puertas de entrada a la muralla y, actualmente, se encuentra integrado dentro del casco urbano. Está realizado en piedra y se conserva íntegra su forma original. Data del siglo XIII.
Muralla
Almanza en la antigüedad fue una villa amurallada con su fortaleza y fosos. Estaba rodeada de una cerca de cal y canto de gran espesor y solidez. Actualmente, aún se conservan restos de un arco ojival de piedra, estos datan del siglo XIII. Cabe destacar su castillo-palacio encuadrado con cubos en sus ángulos de mampostería, escenario de legendarias batallas y vestigio histórico que perfila la fisionomía de la localidad. El castillo que data del siglo XV fue construido sobre uno anterior del siglo XII, tiene la declaración de Bien Interés Cultural desde el 22/04/1949.
Puente
El puente de Almanza sobre el río Cea, construido entre los siglos XI y XII ha sido varias veces restaurado en 1775 y 2001. Se dice que la primera restauración que se realizó en 1775 fue a base de cobrar 17 maravedíes por cántara de vino vendida en las tabernas de la villa y su entorno, a lo largo de ocho años y medio. El puente fue realizado íntegramente en sillería, y consistente en diez bóvedas de cañón de luces comprendidas entre 8,40 metros y los 11,35 metros. Casi todos ellos permanecen la mayor parte del año semienterradas o semisumergidas. Las bóvedas apoyan sobre pilas que representan tajamares de planta triangular sobre aguas arriba y rectangular aguas abajo. En ambos casos se remontan hasta la rasante ampliándola desde sus 4,50 metros en casi dos metros más. Los estribos igualmente de sillería producen sendos ensanchamientos en ambos extremos del puente. En general, el puente se conserva en buen estado a pesar de la mala restauración que sufrió en el 2001. La vegetación crece entre las juntas de los sillares y el agua anega habitualmente el entorno alcanzando casi a la mitad de los riñones.
Torre
La torre de Almanza, de 28 metros de altura, fue un proyecto del arquitecto Torbado. La tradición cuenta que un túnel baja perpendicular hasta el río y que por estos túneles hacían provisiones de agua en los asedios. La torre fue construida en 1947 siendo alcalde Miguel Fontecha Ayuela, propietario de la casa, que un día fue de Almanzor según la tradición y la leyenda. En su construcción colaboró todo el pueblo.

### Fiestas
- 13 de junio: San Antonio de Padua
- 18 de julio: Santa Marina de Aguas Santas